# 火鼠

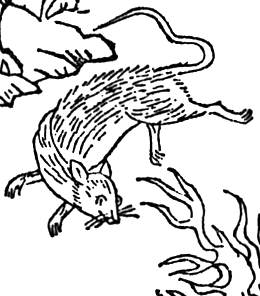
日本での画図の例。寺島良安『和漢三才図会』

火鼠（かそ、ひねずみ、ひのねずみ）は、中国に伝わる怪物の一種。火光獣（かこうじゅう）とも呼ばれる。
中国の南の山の、不尽木（ § 不灰木）という燃え尽きない木の火の中に棲んでいるとされる。その毛を織物にすると、焼けばきれいになる布ができ、 § 火浣布（じっさいは鉱物性のアスベスト）と同定される。

## 原典
晋代以後の地理書『神異経』によれば（異本もあるが）、南方の火山は、長さは四十里あり、不燼木（不尽木、ふじんぼく）を生やしており、それは昼・夜どおしで火が燃えており、風で発火（異読：火が猛ける）ことも雨で消えることもなく、その火の中に鼠が住んでいる。重さは百斤（異本：千斤）、毛は長さ二尺余の絲（絹糸）のように細い白い毛である。水を沃（そそ）げば死ぬので、その毛を織って布にすると、垢汙（よごれ）ても、火で焼けば清潔となる。
上の「火山」とはすなわち『捜神記』にみえる崑崙の「炎火之山」に同定され、同書によればこの山からは火浣布が（草木ではなく）獣の毛から産出されると断じている。また『呉録』によれば、火鼠は日南郡にいたとされる。
また、『海内十洲記』（十州は伝説上の島名）「炎州」の条では、ネズミそのものではなく「火光獣」というネズミのような容姿と大きさだの生き物だとし、毛は3, 4寸あるとする。
葛洪の『抱朴子』によれば、南海の蕭丘は千里平方あり、火が春に起こり秋に滅するところだという。その植物も燃えないし、白鼠（重さ数斤、毛の長さ三寸）も生きて住んでいる。その丘山の花（木華）・木皮・鼠毛から、3種類の火浣布をつくることができるという。
すなわち、上述文献の数字には修辞（誇張）もあろうが、鼠といっても過大な記述では千斤（250kg）と、大型哺乳類ほどあり、小さめの記述でも数斤はあるとしている。
『隋書西域伝』では、隋の煬帝の代、「火鼠毛」を産地の史国（ソグド都市国家のひとつ。ケシュとも。現今のウズベキスタンのシャフリサブス）から使節らが持ち帰ったとされる。
『和名類聚抄』（10世紀中頃）巻十八「毛群類」の「火鼠」の項では、和名を「比禰須三（ひねずみ）」と音写する。さらに『神異伝』（『神異経』?）を引用し、火鼠の毛を集めて織れば、その布はたとえ汚れても火にくべれば清潔になる、と説明する。

### 近世
日本の江戸時代の百科事典『和漢三才図会』では中国の『本草綱目』からも引用し、中国西域および南域の火州（ひのしま）の山に、春夏に燃えて秋冬に消える野火があり、その中に生息などと（あいまいに）現代語訳されている。
原典である明代の『本草綱目』には、編者の李時珍自説として短い記述（他の典拠を述べないが、上述の抱朴子に近い内容）があり、そこに火鼠が産する場所を「西域と、南海の火州」としている。その地理について改めて考証すると、近年英訳の付属辞書によれば「南海火州」とは、東南アジアの一帯の火山系の島々とする 。また、上文を「西域の火州と～」と解釈するならば、ウイグルの高昌（カラ・ホージャ）が西の「火州」にあたり、これはマルコ・ポーロがアスベスト採掘を見たという、いわゆる「チンギンタラス州」について、英訳者ユールがカラ・ホージャに比定していることと一致する。
李時珍は（抱朴子と近似して）、火浣布が産地の動物の毛でも、草木の皮の繊維でも織れば作れるのだとしているが（ § 火浣布参照）、別途、その材料である「不灰木」を木類でなく石類と認識していた（ § 不灰木参照）。

## 竹取物語
日本の『竹取物語』で、かぐや姫が阿倍御主人に出した難題が「火鼠の皮衣」である。
田中大秀の注釈では、これを漢籍の「火浣布」と同定しており、漢代の『神異経』や『魏志』『水経注』の記載を引用する。
また、『源氏物語』絵合巻では、この『竹取物語』の火鼠の皮衣段を描いた絵巻が登場するが、すでに室町時代の『河海抄』による注釈で『神異経』や『[海内]十洲記』に見える火浣布の記述が引かれている。
ただし『竹取物語』で求められたのは皮衣（かわぎぬ）すなわち毛皮であり、漢籍に見える火浣布（織った布）とは異なる。また、阿倍御主人が入手した偽物は金青色であったが、漢籍の火鼠は白い。『竹取物語』の作中、依頼されて皮衣を探した商人によれば、天竺（インド）の高僧による伝来品とされている。

## サラマンダー比較
火鼠に相当して、ギリシア・ローマ以来サラマンダーの伝承があり、またローマ時代には、アスベストが知られたが、大プリニウス（紀元79年没）はこれを「亜麻布」や「植物」としており、獣毛とはみていない。西洋にもやがてはサラマンダーからアスベストスが得られるという伝承が発生（伝搬）しているが、かなり後のことで、13世紀頃の文献例がある。
ベルトルト・ラウファーの論では、サラマンダー獣とアスベストの結びつきを古く、古代ギリシアか古代ローマとみており、漢代以降に中国に火鼠として伝わった、と主張する。ジョセフ・ニーダムは、これをに対し否定的であった。ラウファー論ではサラマンダー＝アスベストとするのため、論旨の展開は獣と布とのだきあわせになるので、残りは以下 § 火浣布に後述する。
ギリシア・ローマが記述するところのサラマンダーはトカゲのような小動物であるが、近東に伝わるとペルシアやアラブの文筆家により「サマンダル」 (samandal; الـسـمـنـدل)という生き物が、鳥（フェニックス）とされたり、ネズミとされたりし、その鳥からとれる毛織物や羽などは、火に投ずれば綺麗になる性質をもつとされる。ネズミにも同様な説明がある。そしてこのような描写が（逆輸入的に）中世ヨーロッパにも伝わった、とも仮説されている。
伝搬のルートはともかく、アルベルトゥス・マグヌス（「大アルベルツス」、1280年没）の著書では不燃の布を「サラマンダーの羽毛」（ラテン語: pluma salamandri）と記載していた。その後、マルコ・ポーロの『東方見聞録』はアスベストを「サラマンドル」と呼んでいたものの、元朝モンゴル帝国で実見してそれを採掘物（鉱物）であると説き、動物の毛が原料とする俗信を否定している。

## 火浣布
既述したように、漢籍によれば火鼠の毛から織って作った火浣布（かかんふ）は、火に燃えず「火で洗える」特別な布である。汚れても火に入れてふるうと、垢が抜け落ち"潔白如雪"となるとされている（『十洲記』等）。
この火浣布とは実際は、鉱物性繊維の石綿（アスベスト）を織った布であり、江戸時代に平賀源内が日本産のものを再現しようとしていたことが有名である。
『周書』や列子では周代の穆王に西戎が（玉すら容易に断つ刀と）火浣の布を献上したという、中国の故事があるとされる。ラウファーはこれらを信憑性にとぼしい（後世の捏造）とし、アスベストが西洋から中国への伝来説を説いている。しかし後のジョゼフ・ニーダムは、この伝来説に懐疑的で、周代の故事も（おそらく3世紀頃の成立だろうが古文を含むかもしれず不詳、として）判断材料とみている。
アリトテレスの弟子テオプラストス（前287没）は、火性のサラマンダーについて記述する。また 、別の著作では、布ではないが不燃性の鉱物に触れており、一説にはアスベストを指すというが、異論もある。
ニーダムによれば、古代ギリシアのアリストテレスの高弟（前4世紀盛）にしろ、中国・春秋時代の越の勾践の重臣（同時代）にしろ、まだアスベストの知識はなかった、という見解だった。
よって西洋においては、古代ローマ、古くはストラボン（紀元前24年没）他から大プリニウスに至るまでが、アスベスト（不燃布）の知識を立証する確たる文献資料である。
火浣布の最古の記述は（周代の故事をのぞけば）魚豢『魏略』（3世紀）などで、そこには火浣布の名産地と述べられる大秦国をローマ帝国制下オリエントと解釈し、すなわち西から中国へ交易によりもたらされたものである、というのがラウファーの主張である。しかし、『三国志』中「魏志」よれば、魏の斉王曹芳の即位の景初三年「西域」から「火布」の朝貢があったとされるが、この「西域」の同定は不詳（ローマは疑問）とも、中央アジアのことともされている。また初代の魏の文帝が火布を疑い、その著『典論』にしたためた、その2代目魏の明帝が父の書を石に刻ませたが、「火浣布」が外国から朝貢されて、その部分は削りとらねばならなかった、とも伝わる。
『晋書』によれば、苻堅（385年没）が天竺（のチャンドラグプタ2世）から火浣布を献ぜられている。
南北朝の『宋書』によれば、大明年間（657–664）に粟特（すなわちソグディアナ）よりの遣使が、「生獅子火浣布汗血馬」を献上している。

### 植物
重ねて言うと、プリニウスによるアスベストの記述は、「火浣布」とは合致するが、「火鼠」のような動物が資源だとせず、熱帯インドに産する植物から織られる布である、としている。そして火に投じれば水よりきれいに洗濯ができる、通常は赤いが燃やすと真珠色になる、等の記述もみえ、性質としては火浣布の説明に等しい。
ニーダムはなぜか、植物性の「火浣布」の説の嚆矢をローマ人のプリニウスと見ておらず、ギリシア起源としているが、その最古例とする偽カリステネス『アレクサンドロス・ロマンス』（成立年代は諸説）については、2–3世紀成立を提唱する。
漢籍では、火浣布については、上述の『捜神記』では草木の皮は使わない、と断っているが、上述の『抱朴子』『本草綱目』では、鼠の毛も植物も材料となる、と異説を説く。

#### 不灰木
火浣布にまつわる不尽木（不燼木・不烬木）について、「不灰木」がその同義語だと神話辞典に記載される。ただし、火鼠の棲み家というより、植物化、「木」の名を冠した鉱物性のアスベスト原料のような記述が挙げられる。
「不灰木」については『本草綱目』第九巻「石部」に本草学者に項目をおいている（ただ、織布としての用途は述べていない）。蘇頌から引いた説では上党郡の沢州や潞州に産する石である。色は白く、爛木（朽ちた木）のようで、焼こうとしても燃えないのでこの名がある、とする。
編者の李時珍自身の見解としては、石と木の2種類があるとしており、石の方は硬くて重い。石種は、石腦油（石油、ナフサ）に浸し紙に包んで灯せば、夜通し照って灰も生じない燈となる、とする。
木種は、伏深の『齊地記』によれば「東武城」（あるいは東武城県）に産し、「勝火木」の名で知られた。『太平寰宇記』によれば、不灰木は膠州（のちの密州）に産すとし、鋌といって鋳型にするが、ガマ（ガマクサ）に似た葉がついており、まとめて松明にし「万年火把」と称す、としている。ただし、時珍の時代でも「万年火把」と称する品物は売っていたが、種明かしをすると草束に松脂のたぐいをはさんだだけのものだったが、検証してみるとたしかに一晩燃やしても1, 2寸が焼けるにとどまった、とする。